# Baryceros serratorius
Baryceros serratorius là một loài tò vò trong họ Ichneumonidae.